# Kalînove, Ivankiv
Kalînove (în ucraineană Калинове) este un sat în comuna Zaruddea din raionul Ivankiv, regiunea Kiev, Ucraina.

## Demografie
Componența lingvistică a localității Kalînove
     Ucraineană (99,05%)
     Alte limbi (0,95%)
Conform recensământului din 2001, majoritatea populației localității Kalînove era vorbitoare de ucraineană (99,05%), existând în minoritate și vorbitori de alte limbi.